# منطقة اسكرابار
منطقة اسكرابار (بالألبانية: Rrethi i Skraparit) هي واحدة من ستة وثلاثين منطقة تقع في ألبانيا وهي جزء من مقاطعة بيرات.